# Костарика на Светском првенству у атлетици у дворани 2018.
Костарика је учествовала на 17. Светском првенству у атлетици у дворани 2018. одржаном у Бирмингему од 1. до 4. марта девети пут. Репрезентацију Костарике представљало је двоје атлетичара (1 мушкарац и 1 жена) који су се такмичили у 2 дисциплине (1 мушка и 1 женска) ,
На овом првенству такмичари Костарике нису освојили ниједну медаљу нити су постигли неки рекорд.

## Учесници
| Мушкарци: - Нери Бринс — 400 м | Жене: - Андреа Варгас — 60 м препоне |  |

## Резултати

### Мушкарци
| Атлетичар  | Дисциплина | Лични рекорд | Квалификација   | Квалификација   | Полуфинале           | Полуфинале           | Финале               | Финале               | Детаљи |
| Атлетичар  | Дисциплина | Лични рекорд | Резултат        | Место           | Резултат             | Место                | Резултат             | Место                | Детаљи |
| ---------- | ---------- | ------------ | --------------- | --------------- | -------------------- | -------------------- | -------------------- | -------------------- | ------ |
| Нери Бринс | 400 м      | 45,11 НР     | дисквалификован | дисквалификован | Није се квалификовао | Није се квалификовао | Није се квалификовао | Није се квалификовао |        |

### Жене
| Атлетичарка   | Дисциплина   | Лични рекорд | Квалификација | Квалификација | Полуфинале            | Полуфинале            | Финале                | Финале       | Детаљи |
| Атлетичарка   | Дисциплина   | Лични рекорд | Резултат      | Место         | Резултат              | Место                 | Резултат              | Место        | Детаљи |
| ------------- | ------------ | ------------ | ------------- | ------------- | --------------------- | --------------------- | --------------------- | ------------ | ------ |
| Андреа Варгас | 60 м препоне | 8,19         | 8,34          | 6. у гр. 1    | Није се квалификовала | Није се квалификовала | Није се квалификовала | 32 / 36 (37) |        |